# Influences olmèques sur les cultures mésoaméricaines
Les causes et le degré des influences olmèques sur les cultures mésoaméricaines ont été un sujet de débats qui se sont déroulés sur plusieurs décennies. Bien que les Olmèques sont considérés comme étant la première civilisation mésoaméricaine, il y a des questions concernant comment et dans quelle mesure les Olmèques influencèrent les cultures en dehors de la Zone métropolitaine olmèque.

## Pays olmèque
Concernant les Olmèques et la «zone métropolitaine» presque tous les chercheurs s'accordent à dire : 
- que les ancêtres des Olmèques étaient des autochtones du cœur du pays olmèque[2]. et développèrent leur civilisation indépendamment des autres civilisations.
- que la civilisation olmèque se développe dans le cœur du pays olmèque avec l'épanouissement de San Lorenzo Tenochtitlán durant les siècles précédents -1200.

## Au-delà de la zone métropolitaine olmèque
Si certaines des caractéristiques de la culture olmèque, tel que les têtes colossales ou d'autres sculptures, des plateformes en terre cuite, et les "autels" monolithiques, ont été trouvées uniquement dans le pays olmèque, de nombreux artefacts, ornements, figurines, monuments et motifs du style olmèque peuvent être trouvés dans les inventaires archéologiques des sites éloignés de plusieurs centaines de kilomètres. Les plus remarquables de ces sites sont:
- Tlatilco et Tlapacoya, centres majeurs de la culture de Tlatilco dans la vallée de Mexico, où les artefacts comportent des figurines olmèques à tête de nouveau-né et des céramiques aux ornementations olmèques.
- Chalcatzingo, dans le Morelos, qui présente des bas-reliefs du style olmèque sur les monuments et sur les rochers exposés.
- Teopantecuanitlán, dans le Guerrero, qui présente aussi des bas-reliefs de style olmèque tout comme un plan de la cité avec des traits olmèques caractéristiques.
- San José Mogote, dans l'Oaxaca, qui présente des poterie du style olmèque.  San Jose Mogote est, comme le site olmèque de La Venta, présente un décalage de 8° vers l'ouest par rapport à son orientation nord-sud.